# Shukkei-en
Shukkei-en (縮景園) est un jardin japonais historique situé dans la ville de Hiroshima au Japon. Le musée préfectoral d'art de Hiroshima se trouve près du jardin.

## Historique
La construction commence en 1620 durant l'époque d'Edo sur l'ordre de Asano Nagaakira, daimyo du domaine de Hiroshima. Shukkei-en a été construit par Ueda Sōko, qui a servi le seigneur Asano comme le principal administrateur du domaine et maître du thé.
Depuis l'ère Meiji, le jardin sert de villa à la famille Asano. Quand le quartier-général impérial est transféré à Hiroshima du temps de l'empereur Meiji, celui-ci réside brièvement dans la villa. Les jardins sont ouverts au public et en 1940, la famille Asano en fait don à la préfecture d'Hiroshima. Situé à peu de distance du ground Zero du bombardement atomique de Hiroshima, Shukkei-en subit des dommages importants, puis devient un refuge pour les victimes de la guerre.
Après rénovations, il est de nouveau ouvert en 1951.

## Galerie d'images

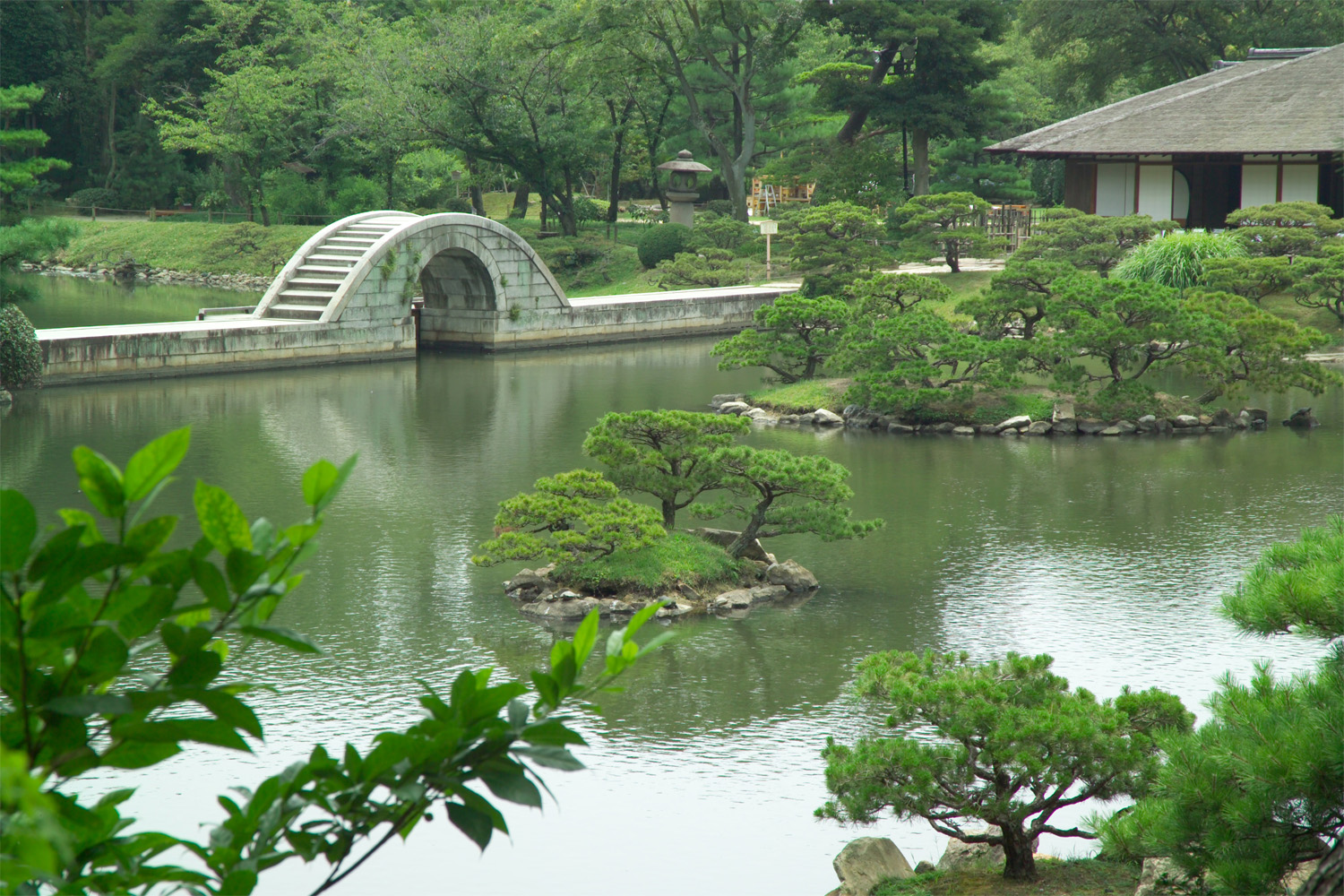
Pont arc-en-ciel.
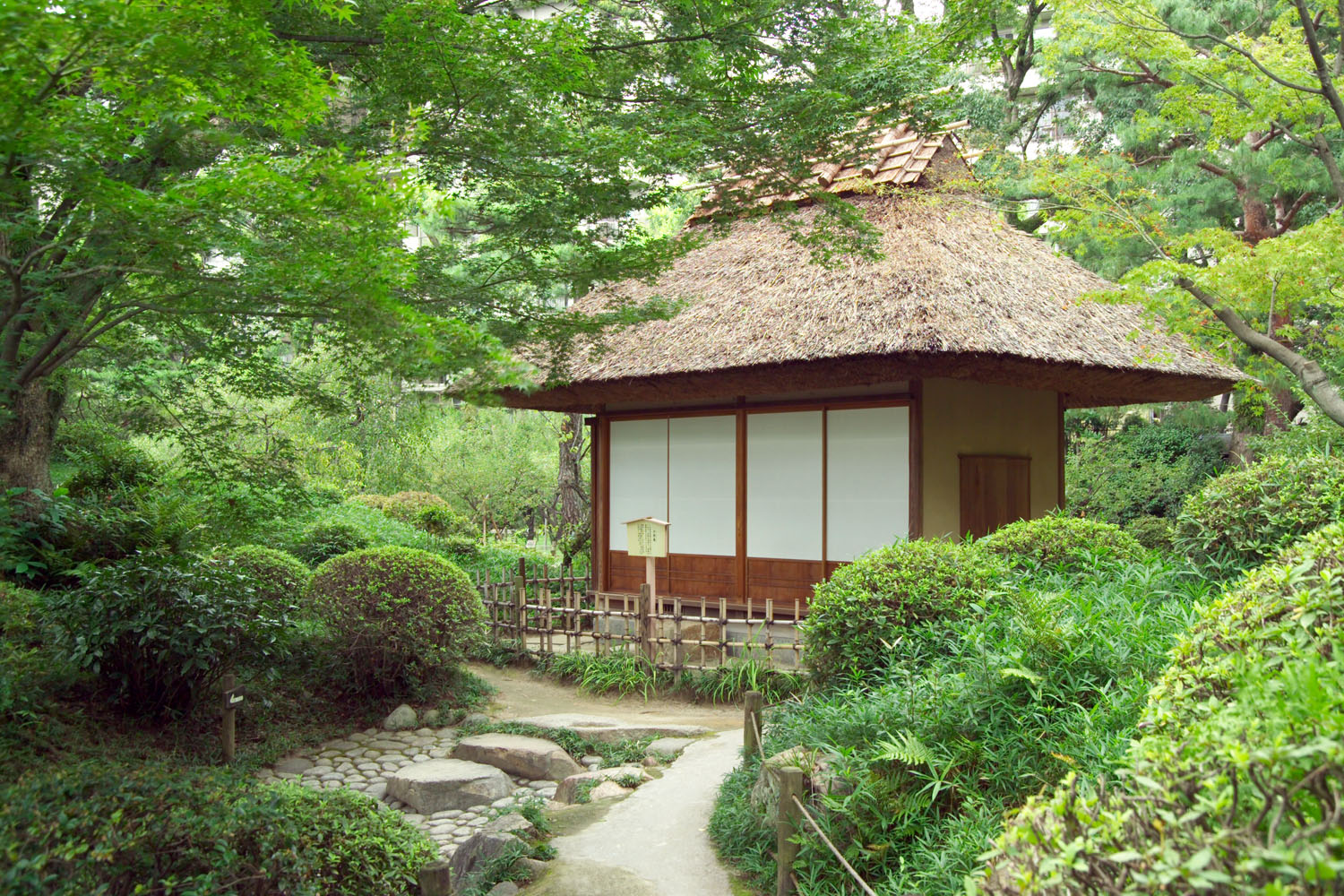
Pavillon.
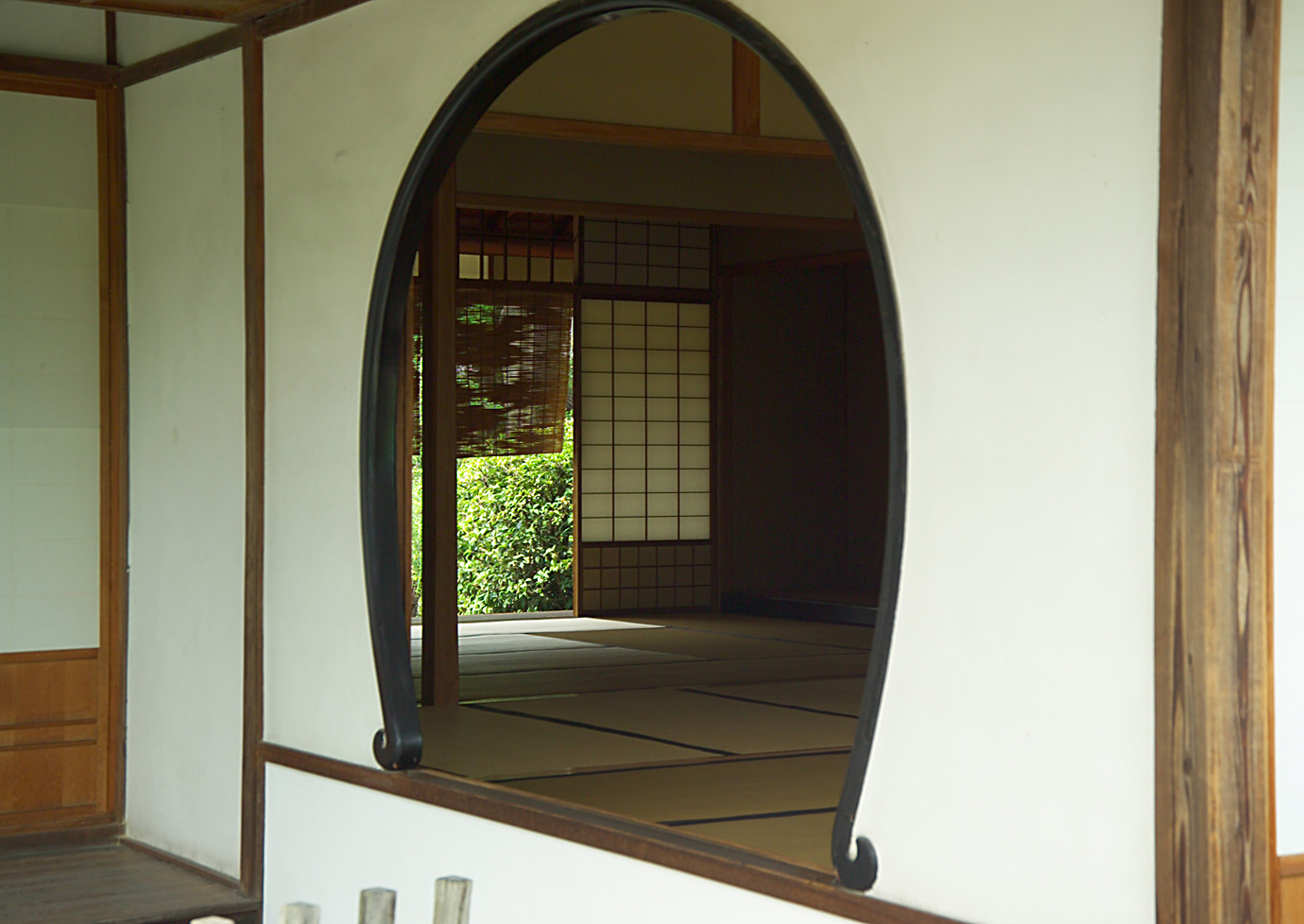
Fenêtre à l'intérieur d'un bâtiment.
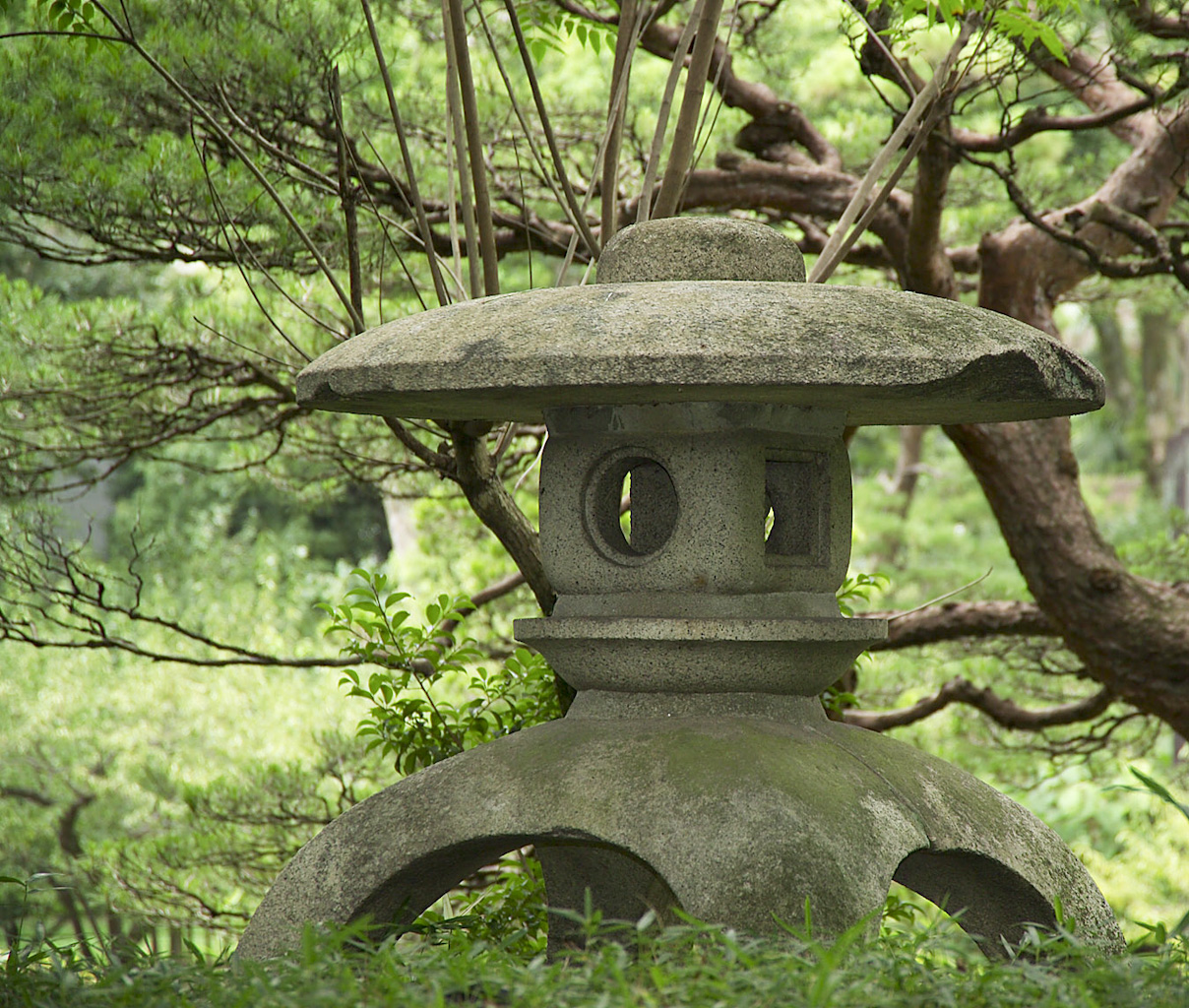
Tōrō.
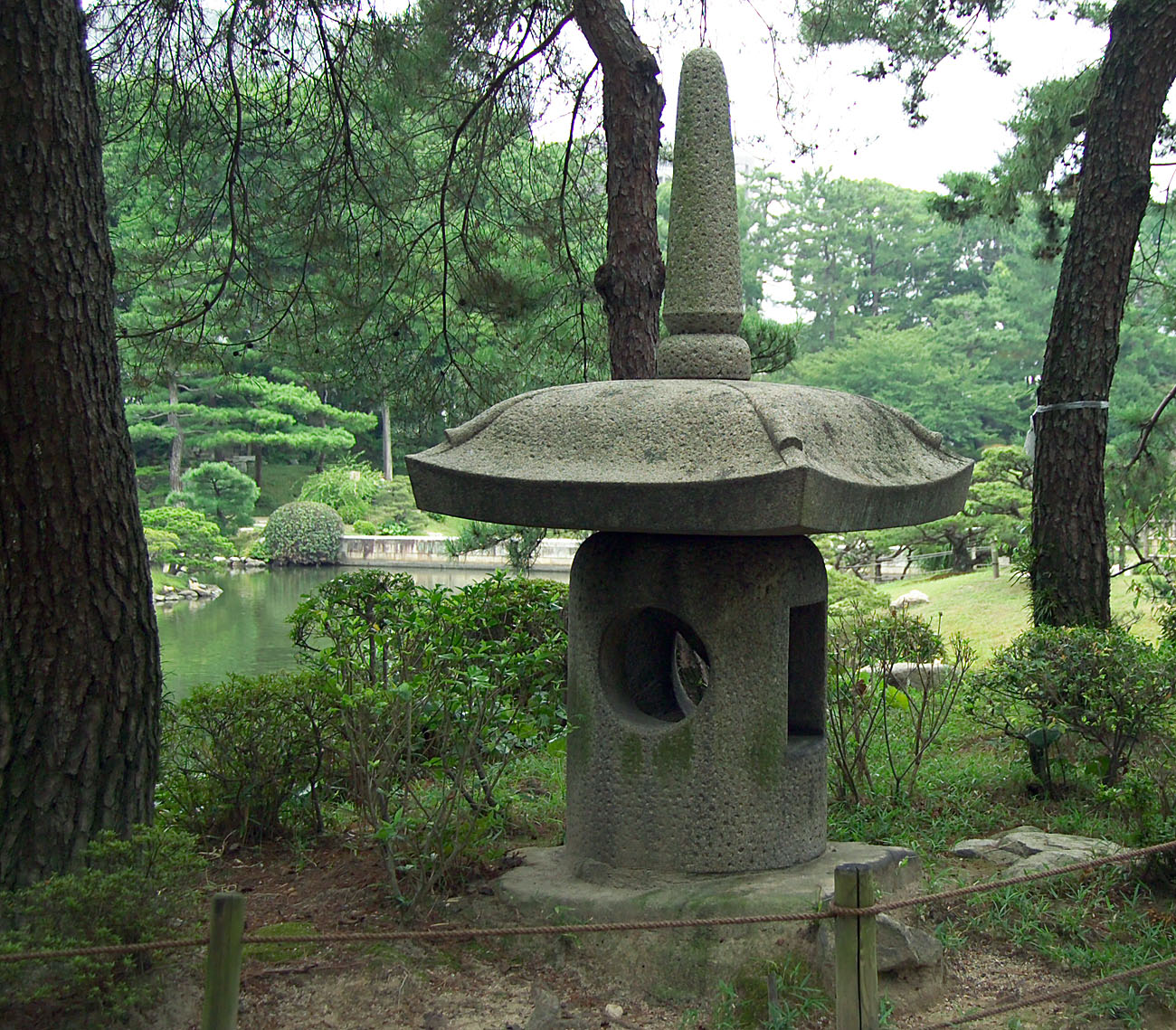
Tōrō.
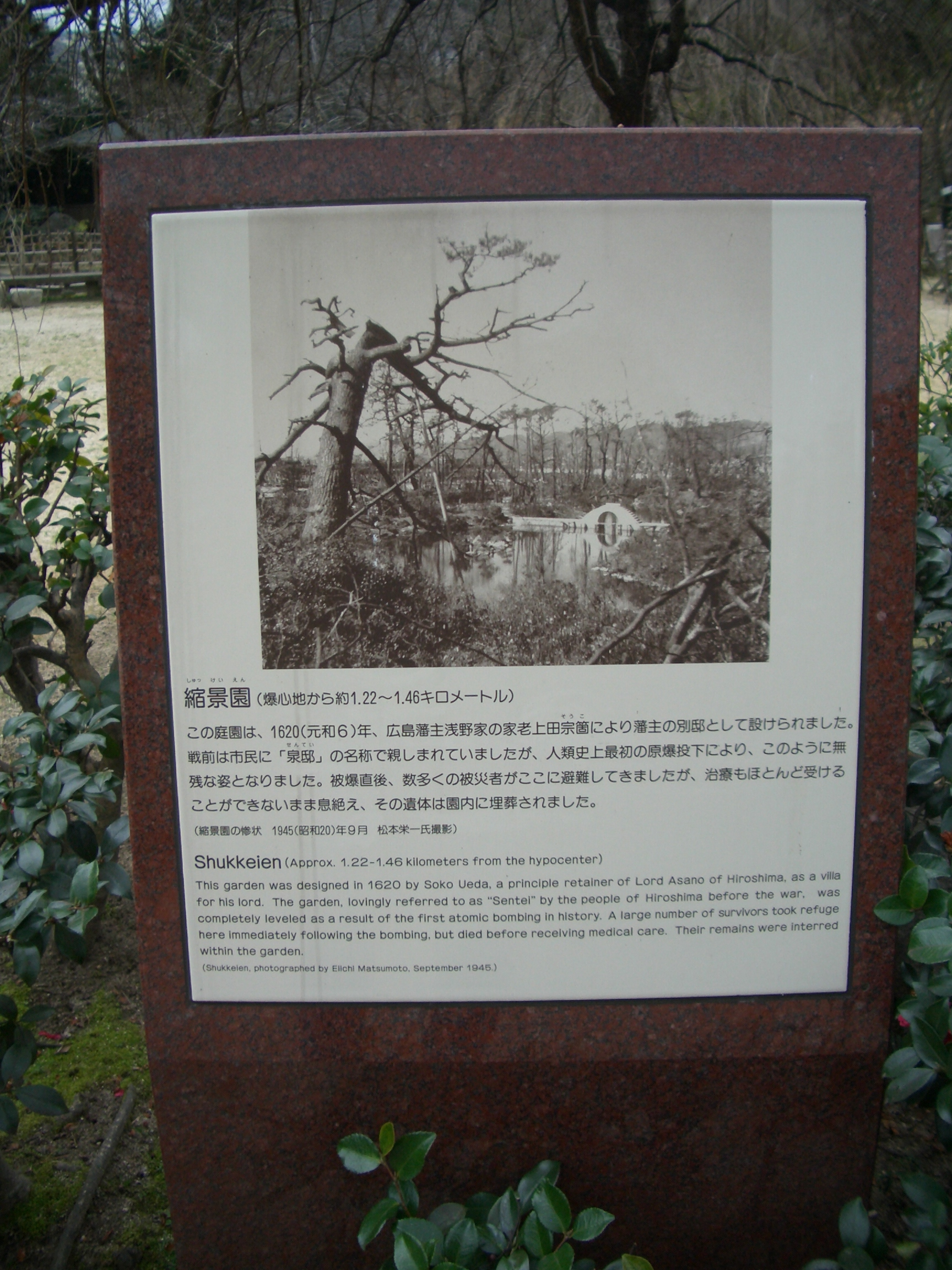
Plaque décrivant Shukkei-en à l'époque du bombardement atomique.